# Angelo Giannelli
Angelo Giannelli (Chiavari, 16 dicembre 1910 – Collubi, 21 agosto 1936) è stato un militare italiano, insignito della medaglia d'oro al valor militare alla memoria nel corso delle grandi operazioni di polizia coloniale in Africa Orientale Italiana.

## Biografia
Nacque a Chiavari, provincia di Genova, il 16 dicembre 1910, figlio di Francesco e Maria Pozzo. Arruolatosi nel Regio Esercito conseguì la nomina a sottotenente di complemento nel giugno 1933, e prestò servizio nel 43º Reggimento fanteria venendo posto in congedo nel febbraio 1934. Richiamato in servizio attivo a domanda fu assegnato trasferito al Regio corpo truppe coloniali della Somalia italiana, sbarcando a Mogadiscio il 27 marzo 1935, assegnato al X Battaglione arabo-somalo con il quale partecipò alle fasi iniziali della Guerra d'Etiopia. Rimase gravemente ferito nel combattimento di Birgot, e decorato con una medaglia d'argento al valor militare, rinunciò a rientrare in Patria per fare ritorno al suo battaglione. Successivamente assegnato al X Battaglione arabo-somalo partecipò a numerose azioni contro le bande ribelli dell'Harrarino. Decedette il 21 agosto 1936 in seguito alle ferite riportate nel combattimento di Collubi del giorno precedente.

### Fonti
1. 1 2 3 4  Combattenti Liberazione.
2. 1 2 3 4  Gruppo Medaglie d'Oro al Valor Militare 1965, p. 194.
3. ↑   Medaglia d'oro al valor militare Giannelli, Angelo, su quirinale.it, Quirinale. URL consultato l'11 luglio 2021.